# Хроники любви
«Хроники любви» (англ. The History of Love) — кинофильм режиссёра Раду Михайляну, вышедший на экраны в 2016 году. Экранизация одноимённого романа Николь Краусс. Премьера фильма состоялось на кинофестивале в Довиле 7 сентября 2016 года.

## Сюжет
Несколько сюжетных линий развиваются параллельно и, в конце концов, связывают персонажей воедино. Лео Гурски — одинокий ворчливый старик, живущий в уединении в своей бруклинской квартире и общающийся лишь со своим соседом Бруно. Единственное, что его интересует, — это его сын Исаак Мориц, с которым он не знаком и для которого он пишет историю своей жизни. Эта история началась за много лет до этого, в еврейском местечке в Польше, где в красавицу Альму были влюблены три начинающих писателя — Лео, Бруно и Цви. Каждый из них обещал посвятить ей своё лучшее произведение, однако годы хаоса разрушили эти планы, и лишь Цви опубликовал в Чили на испанском языке роман «Хроники любви». И вот, много лет спустя, нью-йоркская переводчица Шарлотта Сингер получает от загадочного господина заказ на английский перевод этой книги. Она в восторге от этого предложения, поскольку «Хроники любви» — её любимое произведение, и даже свою дочь Альму она назвала в честь его героини.

## В ролях
- Дерек Джекоби — Лео Гурски
- Джемма Артертон — Альма Меремински
- Софи Нелисс — Альма Сингер
- Эллиотт Гулд — Бруно Лейбович
- Торри Хиггинсон — Шарлотта Сингер
- Алекс Озеров — Миша Штруман
- Марк Рэндалл — молодой Лео
- Линн Марокола — Ферри Персон
- Джейми Блох — Зои Шварц
- Джулиан Бэйли — Джефф
- Уильям Эйнског — Бёрд Сингер
- Клаудиу Майер — Цви Литвинов